# Grammicomyia sauteri
Grammicomyia sauteri är en tvåvingeart som först beskrevs av Günther Enderlein 1922.  Grammicomyia sauteri ingår i släktet Grammicomyia och familjen skridflugor.
Artens utbredningsområde är Taiwan. Inga underarter finns listade i Catalogue of Life.